# Elizabeth de Toro
La princesa Elizabeth Christobel Edith Bagaaya Akiiki de Toro (nascuda el 1936) és la batebe (princesa reial) del regne de Toro. És una advocada, política, diplomàtica i model d'Uganda. Va ser la primera dona d'Àfrica Oriental a ingressar al bar anglès. És una tia paterna de l'omukama de Toro, Rukidi IV. Va ser breument (febrer de 1974 - novembre de 1974) ministra d'Afers Exteriors sota Idi Amin.

## Primers anys i educació
La princesa va néixer el 1936 com a filla de Rukidi III de Toro, l'onzè Omukama de Toro, que va regnar entre 1928 i 1965. La seva mare era la reina Kezia, una filla de Nikodemo Kakoro, un cap superior. El seu títol de naixement era Omubiitokati o Princesa.
Després d'acabar els estudis elementals a la Kyebambe Girls' Secondary School, fou enviada a la Gayaza High School, un internat de noies a Buganda, després a la Sherborne School for Girls a Anglaterra, on va ser l'única estudiant negra. "Vaig sentir que estava sent jutjada i que el meu error de sobresortir reflectiria malament en tota la raça negra", va escriure més tard. Després d'un any, va ser acceptada a la Universitat de Cambridge (específicament a Girton College, la tercera dona africana en la història de la institució. El 1962 es va graduar a Cambridge amb un títol de llicenciada en dret. Tres anys després, el 1965, la princesa es va convertir en advocada, convertint-se en la primera dona d'Àfrica Oriental a ingressar al Bar anglès.

## Vida reial i modelatge
Aleshores el seu pare va morir, i el seu germà Patrick va ser entronitzat com a Olimi III, el dotzè Omukama de Toro que va regnar entre 1965 i 1995. En la coronació, Elizabeth va rebre el títol i ofici de Batebe (Princesa Reial), que tradicionalment convertia en la dona més poderosa del regne de Toro i l'assessora de més confiança del rei.
El rei Fredrick Mutesa II de Buganda, un altre dels regnes tradicionals d'Uganda, ara era el president, amb el primer ministre Milton Obote. A penes un any després de la coronació de l'omukama Olimi III, Obote va atacar el Palau de Buganda, enviant Mutesa II a l'exili, i es va proclamar president. Aviat va abolir tots els regnes tradicionals ugandesos, inclòs Toro. Elizabeth temia per la vida del seu germà, però es va escapar cap a Londres.
Elizabeth va acabar les pràctiques en un despatx d'advocats i es va convertir en la primera advocada d'Uganda. Va ser presonera virtual del seu propi país fins que la Princesa Margarita del Regne Unit li va enviar una invitació a per fer de model en una gala benèfica. La princesa va ser un èxit, i aviat es va convertir en una model de moda altament reeixida, presentada en moltes revistes. Jacqueline Kennedy Onassis va conèixer Elizabeth en una festa, i la va convèncer de traslladar-se a la ciutat de Nova York. El 1971 Obote va ser enderrocat pel general Idi Amin, i Elizabeth va tornar a Uganda. El govern d'Amin era potser encara més repressiu que el d'Obote, ja que executava i empresonava molts ugendesos. El 1974, Amin va nomenar Elizabeth ministre d'Afers Exteriors.

## Exili i retorn
El febrer de 1975 Elizabeth es va escapar cap a Kenya, d'aquí a Viena i després a Londres. Quatre anys després, Elizabeth va tornar a Uganda per ajudar amb les primeres eleccions nacionals lliures del país, que van guanyar Obote, qui va continuar matant als seus enemics. Elizabeth i el seu amant, el príncep Wilberforce Nyabongo, fill del príncep Leo Sharp Ochaki, van escapar a Londres el 1980 i es van casar el 1981. Finalment, el 1985, Obote va ser enderrocat i després d'un breu període de govern militar, va ser reemplaçat per Yoweri Museveni. El 1986, Elizabeth va ser nomenada ambaixadora als Estats Units, feina que va ocupar fins a 1988. Més tard, aquest any, Nyabongo, enginyer d'aviació, va morir en un accident aeri als 32 anys.
Després de la mort del seu marit, Elizabeth va optar per deixar el servei públic i participar en el treball de caritat, a més de ser guardiana oficial del fill del seu germà, Rukidi IV, que va néixer el 1992 i ha estat el monarca regnant de Toro des de 1995. Després d'un període de servei com a ambaixador d'Uganda a Alemanya i la Santa Seu, Elizabeth va acceptar el càrrec com a Alt Comissionat d'Uganda a Nigèria.